# Faber Drive
I Faber Drive sono un gruppo musicale canadese. Formatosi nel 2004 a Mission come Faber, la band ha successivamente cambiato nome dopo la firma con l'Universal Records per evitare possibili violazioni di diritti d'autore.

## Formazione

### Formazione attuale
- Dave Faber - voce, chitarra ritmica (2004-presente)
- Jeremy Liddle - basso, cori (2004-presente)
- Jordan Pritchett - chitarra solista, cori (2009-presente)
- Seamus O'Neill - batteria (2012-presente)

### Ex componenti
- Ray Bull - batteria, cori (2004–2008)
- David Hinsley - chitarra solista, cori (2004–2008)
- Calvin Lechner - batteria (2008–2009)
- Andrew Stricko - batteria, cori (2009–2012)

## Discografia

### Album in studio
- 2007 - Seven Second Surgery
- 2009 - Can't Keep a Secret
- 2012 - Lost in Paradise

### EP
- 2005 - Faber

### Singoli
- 2007 - Second Chance
- 2007 - Tongue Tied
- 2008 - When I'm with You
- 2008 - Sleepless Nights (Never Let Her Go) (feat. Brian Melo)
- 2009 - G-Get Up and Dance
- 2009 - Can't Keep a Secret
- 2009 - Give Him Up
- 2010 - You and I Tonight
- 2010 - The Payoff
- 2012 - Do It in Hollywood
- 2012 - Candy Store (feat. iSH)
- 2013 - Life is Waiting
- 2013 - Too Little Too Late (feat. Pierre Bouvier)